# Prosthechea arminii
Prosthechea arminii là một loài thực vật có hoa trong họ Lan. Loài này được (Rchb.f.) Withner & P.A.Harding mô tả khoa học đầu tiên năm 2004.